# Johan Jarlén
Johan Jonatan Assaf Jarlén (Göteborg, 4 novembre 1880 – Göteborg, 18 aprile 1955) è stato un ginnasta svedese.

## Palmarès

### Olimpiadi
- Oro a Londra 1908 nel concorso a squadre.